# Geschichte der Menschenrechte in Afrika
Die Menschenrechtsidee ist in ihrer inhaltlichen Diktion wie in ihrer historischen Entfaltung ein Produkt der westlichen, europäisch-atlantischen Geschichte und Kulturentwicklung. Sie findet – spätestens seit der Dekolonisierung ab 1945 – auch in den politischen Diskursen und Prozessen auf dem afrikanischen Kontinent statt.

## Zeit des Kolonialismus
Auf dem Wiener Kongress 1815 wurde festgestellt, dass der Sklavenhandel „wider die Prinzipien der Humanität und der allgemeinen Moral“ sei. Im Berliner Vertrag von 1885 wurde der Sklavenhandel in einem multilateralen Vertrag für illegal erklärt. Zwar war das Hauptanliegen der sogenannten Kongokonferenz die Aufteilung Afrikas gemäß den Kolonialinteressen der Staaten Europas, dennoch findet sich in Art. VI des Vertrages eine Bestimmung für den begrenzten Schutz von Menschenrechten:
All the powers exercising sovereign rights or influence in the aforesaid territories bind themselves to watch over the preservation of native tribes, and to care for the improvement of their moral and material well-being, and to help in suppressing slavery, especially the Slave Trade. They shall, without distinction of creed or nation protect and favour all religious, scientific, or charitable institutions and undertakings created and organised for the above ends, or which aim at instructing the natives and bringing home to them the blessings of civilization.

## Nach 1945
Eine wirkliche Verbesserung der Situation der Menschenrechte in Afrika begann einige Jahre nach dem Zweiten Weltkrieg. Die schockierenden Verbrechen an der Menschheit während dieses Krieges führten zu einer verstärkten und internationaleren Menschenrechtsbewegung. Die Charta der Vereinten Nationen von 1945 verkündete in ihrer Präambel den Glauben an die Grundrechte und die Würde des Menschen. In der Allgemeinen Erklärung der Menschenrechte von 1948 wurden zum ersten Mal Menschenrechte allgemein verkündet.
Auf dem 6. Panafrikanischen Kongress 1974 wurde gefordert, die Prinzipien der Kriegszielerklärung des Zweiten Weltkrieges, der ‘Atlantic Charter’, auch auf Afrika zu übertragen: Abschaffung von Kolonialismus und rassischer Diskriminierung und politische Selbstbestimmung als Voraussetzung für soziale, wirtschaftliche und politische Emanzipation. Es entwickelte sich eine Bestrebung afrikanischer Nationalisten, begründet auf der Allgemeinen Menschenrechtserklärung und westlicher, liberaler Philosophie und Literatur, nach politischer Unabhängigkeit auf der Basis der Menschenrechte. Die internationale Staatengemeinschaft erkannte die Legitimität dieser Forderungen an und erklärte in einer Resolution das Völkerrecht auf Selbstbestimmung zu einem Element der fundamentalen Menschenrechte.
Der politischen Unabhängigkeit im Zuge der Dekolonisation folgten aber nicht zwangsläufig die ersehnten Menschenrechte. Einparteiensysteme, Diktaturen und Militärregime übernahmen oftmals die Macht, Oppositionen wurden häufig ausgeschaltet. Potentaten wie Jean-Bédel Bokassa in der Zentralafrikanischen Republik (1966–1979), Francisco Macías Nguema in Äquatorialguinea (1969–1979) und Idi Amin in Uganda (1971–1979) waren nur die bekanntesten der afrikanischen Machthaber, der African strong men. Es gab ethnische Konflikte und Rassenpogrome und Menschenrechtsverletzungen in den meisten afrikanischen Staaten – viele dauern bis heute an.
Die 1963 gegründete Organisation für Afrikanische Einheit OAU betonte in ihrer Präambel ihrer Charta die Achtung der Menschenrechte:
Persuaded that the Charter of the United Nations and the Universal Declaration of Human Rights, to the principles of which we reaffirm our adherence, provide a solid foundation for peaceful and positive co-operation among states...
Die Bestimmung der Präambel wird in Art. II (1) (e) der Charta wiederholt und Art. II (1) (b) beinhaltet einen schwachen Verweis auf soziale Rechte. Eine stärkere Wirkung hatte allerdings in der praktischen Politik das in Art. III (2) formulierte Nichteinmischungsprinzip anderer Mächte in nationale Belange. So wurde zwar das Apartheidsregime in Südafrika verurteilt, nicht aber die Taten afrikanischer Machthaber wie Idi Amin, Jean-Bédel Bokassa oder Macías Nguema Nguema. 1975 wurde Idi Amin sogar zum Vorsitzenden der OAU gewählt.
Claude E. Welch nennt dies das „fundamentale Dilemma, das seit langem am Herzen der OAU liegt“. Diese „Doppelten Standards“ seien grundlegend für die Zurückhaltung der OAU bei der Ächtung von Menschenrechtsverletzungen durch ihre Mitgliedsstaaten. Die neu erreichte Souveränität sollte auf keinen Fall beeinträchtigt werden. Der äthiopische Kaiser Haile Selassie brachte dies bei seiner Eröffnungsrede an der Konferenz in Addis Abeba, in welcher die OAU gegründet wurde, auf den Punkt: „Die wichtigsten Anliegen Afrikas sind Einheit, Nichteinmischung und Freiheit“. Biram Ndiaye schrieb dazu:
For the OAU, apart from racial discrimination and the right of the peoples to self-determination, it is not necessary to engage in close monitoring of human rights.